# Maart 1938
| Deze maand |
| --- |
| - Anschluss Oostenrijk aan Duitsland - Nationalisten Spanje rukken op naar Catalonië - VS en VK zeggen vlootverdrag op |

De volgende gebeurtenissen speelden zich af in maart 1938. 
- 2 - De opstandige Duitse theoloog Martin Niemöller wordt veroordeeld tot 7 maanden gevangenisstraf en 2000 Reichsmark boete. Hij zit reeds gevangen in concentratiekamp Sachsenhausen.
- 2 - Begin van het derde van de Moskouse Processen, tegen onder meer Nikolaj Boecharin en Aleksej Rykov.
- 6 - Bij een zeeslag in de Spaanse Burgeroorlog nabij Kaap Palos gaat de Nationalistische kruiser Baleares verloren.
- 8[1] - In Oostenrijk wordt het dragen van een hakenkruis en het geven van de Hitlergroet toegestaan, behalve tegenover overheidspersonen.
- 9 - In Hongarije vormt premier Kálmán Darányi een nieuwe regering, gedeeltelijk met dezelfde, gedeeltelijk met nieuwe ministers.
- 9 - De Belgische minister van Financiën Hendrik de Man treedt af om gezondheidsredenen.
- 9 - Bondskanselier Kurt Schuschnigg roept de Oostenrijkse bevolking op zich in een volksstemming, uitgeschreven voor 13 maart, uit te spreken voor onafhankelijkheid.
- 10 - De Franse regering-Chautemps treedt af nadat de socialisten en communisten weigeren de regering een aantal gevraagde volmachten te verlenen.
- 11 - Nadat Duitsland hem een ultimatum stelt, treedt de Oostenrijkse bondskanselier Kurt Schuschnigg af.
- 11 - Duitse troepen steken de grens naar Oostenrijk over.
- 11 - De nationaalsocialisten eisen het aftreden van de Oostenrijkse bondspresident Wilhelm Miklas, doch deze weigert.
- 11 - Een Poolse soldaat wordt aan de grens door Litouwse politie neergeschoten. Dit incident leidt tot sterke spanningen tussen de beide landen.
- 12 - Het Verenigd Koninkrijk en Frankrijk protesteren fel tegen de Duitse acties tegen Oostenrijk.
- 12 - Arthur Seyss-Inquart vormt een nationaalsocialistische regering in Oostenrijk.
- 13 - De Anschluss-wet wordt uitgevaardigd, waarbij Oostenrijk bij het Duitse Rijk wordt ingelijfd. Hierover zal op 10 april een referendum worden gehouden.
- 13 - De Oostenrijkse Bondspresident Wilhelm Niklas treedt af. Arthur Seyss-Inquart neemt zijn taak over.
- 13 - In Frankrijk wordt een nieuwe Volksfront-regering gevormd onder Léon Blum.
- 13 - In het Derde Proces van Moskou worden alle aangeklaagden schuldig bevonden, en op 3 na tot de dood veroordeeld.
- 15 - Adolf Hitler doet intocht in Wenen.
- 16 - De Olympische Zomerspelen 1940 worden definitief toegekend aan Japan, en zullen worden gehouden in Tokyo van 21 september tot 6 oktober 1940.
- 17 - Polen stelt Litouwen een ultimatum, waarin voor 31 maart normale betrekkingen moeten worden hersteld. Polen weigert op enige Litouwse eisen in te gaan.
- 17-19 - Barcelona wordt herhaaldelijk gebombardeerd door de Nationalisten.
- 18 - Italië en het Verenigd Koninkrijk sluiten een handelsovereenkomst.
- 19 - Litouwen accepteert het Poolse ultimatum.
- 20[1] - De Sovjet-Unie roept op tot een internationale conferentie om Tsjecho-Slowakije tegen de Duitse agressie te beschermen.
- 20 - De Mexicaanse president Lázaro Cárdenas verklaart dat alle buitenlandse oliemaatschappijen zullen worden onteigend.
- 21 - Duitsland verklaart dat Oostenrijk, daar het land niet meer bestaat, geen lid van de Volkenbond meer is.
- 23 - De nieuwe schutsluis in het Amsterdam-Rijnkanaal bij Vreeswijk wordt geopend.
- 25 - In Litouwen wordt een nieuwe regering gevormd onder Vladas Mironas.
- 27 - De oprukkende Nationalistische troepen steken de grens van Catalonië over.
- 29 - Vertegenwoordigers van de Slowaakse, Duitse, Hongaarse en Poolse minderheden in Tsjecho-Slowakije eisen autonomie voor hun bevolkingsgroepen.
- 29 - Er wordt een bevel tot arrestatie uitgevaardigd tegen Otto van Habsburg op verdenking van hoogverraad.
- 30 - In Italië wordt de rang van eerste maarschalk ingesteld. Koning Victor Emanuel III en duce Benito Mussolini worden in deze rang benoemd.
- 30 - In Roemenië worden alle politieke partijen ontbonden. Er wordt een nieuwe regering gevormd, opnieuw onder Miron Cristea.
- 30 - Prins Frans I van Liechtenstein doet afstand van de troon. Zijn achterneef Frans Jozef gaat regeren als regent.
- 31 - Omdat Japan geen garanties wil geven dat het zich aan het Verdrag van Londen wil houden, verklaren de Verenigde Staten en het Verenigd Koninkrijk dat ook zij schepen boven het vastgestelde maximumaantal zullen bouwen.

en verder:
- In Iran wordt verklaard dat alle opschriften per 1 april in het Perzisch moeten zijn vertaald. Vreemde talen en andere schriften zijn vanaf die datum verboden.
- De verwijdering van Joden uit het openbaar leven neemt in Oostenrijk direct na de Anschluss een aanvang. Joden in onder meer overheidsdienst en de pers worden ontslagen, Joodse winkels worden gesloten. Vele Oostenrijkse Joden trachten de Poolse, Tsjecho-Slowaakse, Hongaarse of Roemeense nationaliteit te verkrijgen. De pers wordt gelijkgeschakeld.
- Polen en België gaan de facto over tot erkenning van de Italiaanse annexatie van Abessynië.
- Het Verenigd Koninkrijk en de Verenigde Staten treffen voorbereidingen voor besprekingen over de Pacifische eilanden Kanton en Enderbury, die door beide landen geclaimd worden.
- Bij verkiezingen in Bulgarije zijn 103 van de 160 gekozen kamerleden regeringsgezind.

<< · januari · februari · maart · april · mei · juni · juli · augustus · september · oktober · november · december · >>